# Esmeraldas (rzeka)
Esmeraldas – rzeka w Ameryce Południowej w północno-zachodnim Ekwadorze, uchodzi do Oceanu Spokojnego.